# Orocovis (pueblo)
Pueblo es un barrio ubicado en el municipio de Orocovis en el estado libre asociado de Puerto Rico. Este se encuentra dentro del barrio Orocovis. En el Censo de 2010 tenía una población de 682 habitantes y una densidad poblacional de 2.484,17 personas por km².

## Sectores
1. Sector Casco Urbano
2. Sector La Pica
3. Sector Salida a Morovis
4. Sector Salida a Coamo
5. Sector Juan de Rivera y Santiago
6. Sector El Caserio
7. Sector Salida a Barranquitas

## Geografía
El barrio Pueblo se encuentra ubicado en las coordenadas 18°13′31″N 66°23′30″O / 18.22528, -66.39167. Según la Oficina del Censo de los Estados Unidos, Orocovis tiene una superficie total de 0,27 km², que corresponden a tierra firme.

## Demografía
Según el censo de 2010, había 682 personas residiendo en Orocovis. La densidad de población era de 2.484,17 hab./km². De los 682 habitantes, Orocovis estaba compuesto por el 90,18% blancos, el 5,57% eran afroamericanos, el 1,47% eran amerindios, el 0,29% eran asiáticos, el 1,47% eran de otras razas y el 1,03% pertenecían a dos o más razas. Del total de la población el 99,56% eran hispanos de cualquier raza.